# Зигберт II (Елзас)
Зигберт II (на немски: Sigebert II, * ок. 1085, † ок. 1130) от род Валрамиди е граф на Саар-гау и на господство Саарбрюкен от 1105 до 1115 г.

## Произход и наследство
Той е син на Саар-гауграф Зигеберт I (1019 – 1105). Зигберт II последва баща си през 1105 г. През 1125 г. се нарича фон Елзас – в Елзас. Брат му Фридрих († пр. 1135) основава графството Саарбрюкен. Потомците на Зигеберт II са графовете на Верд, ландграфове на Елзас.

## Фамилия
Той се жени за жена от Франкенбург, дъщеря на граф Зигберт фон Франкенбург (* пр. 1080; † 1085/1118). С нея има децата:
- Зигберт III († 1184/1191), граф на Елзас, господар на Франкенбург, женен за Аделхайд († сл. 1184), баща на
  - Зигберт IV († 1225/1229), граф на Верд, ландграф на Елзас, женен Аделхайд фон Риксинген
- дъщеря, омъжена за граф Готфрид фон Хюнебург ландграф в Елзас (* пр. 1148; † сл. 1175), син на граф Дитрих фон Хюнебург († 1159) и Аделхайд фон Хабсбург († сл. 1155), дъщеря на граф Ото II фон Хабсбург († 1111)